# برتران دلانوئه
برتران دلانوئه (در فرانسه: Bertrand Delanoë) [bɛʁ.tʁɑ̃ də.la.no.e] سناتور و سیاست‌مدار صاحب نام فرانسوی است. او از سال ۲۰۰۱ تا ۲۰۱۴ (در دو نبت غیرمتوالی) شهردار پاریس بوده‌است. وی علناً همجنس‌گراست.